# Athyrium shikoku-montanum
Athyrium shikoku-montanum är en majbräkenväxtart som beskrevs av Shunsuke Serizawa.
Athyrium shikoku-montanum ingår i släktet Athyrium och familjen Athyriaceae. Inga underarter finns listade i Catalogue of Life.